# Johann Valentin Merbitz
Johann Valentin Merbitz (* 1650 in Dresden; † 6. Juni 1704 ebd.) war ein deutscher Lehrer, Dramatiker und Automatenbauer.

## Biografie
Merbitz studierte in Leipzig Philosophie und Theologie. Er war von 1676 bis 1702 Konrektor an der Dresdner Kreuzschule. Kurze Zeit war er Hauslehrer (Informator) des 1696 geborenen Kurprinzen August III. Merbitz verfasste mehrere Disputationen und Dramen.
Er soll in fünfjähriger Arbeit einen Automaten in Form eines Kopfes gebaut haben, der in verschiedenen Sprachen auf Fragen geantwortet haben soll. Danach arbeitete er acht Jahre an zwei Bildsäulen, die miteinander sprechen und verschiedene Wohlgerüche abgeben konnten; sein Tod verhinderte die Vollendung des Werkes.